# Waldemar Baszanowski
Waldemar Romuald Baszanowski, född 15 augusti 1935 i Grudziądz i Kujavien-Pommern i Polen, död 29 april 2011 i Warszawa, var en polsk tyngdlyftare. Han vann två guldmedaljer vid olympiska sommarspelen 1964, och 1968 och satte 24 världsrekord mellan 1961 och 1971. Baszanowski var den förste mannen att stöta 2½ gånger sin kroppsvikt. Han har också vunnit fem världsmästerskap och fem Europamästerskap.